# Гемитезия
Гемитезия (лат. Hemitesia neumanni) — вид птиц из семейства ширококрылых камышевок. Видовое название дано в честь немецкого орнитолога Оскара Ноймана (1867—1946).

## Распространение
Обитают в Бурунди, Демократической Республике Конго, Руанде и Уганде. Естественной средой обитания представителей видя являются субтропические или тропические влажные горные леса.

## Описание
Это небольшие птички. Длина 10—11 см, масса 11,3 г. У них крупная голова с характерным полосатым рисунком и очень короткий хвост.

### Вокализация
Голос гемитезии — это громкая песня («tee-tiyoo-tee», «tee-tyer-tyii», «tyoowi-tyee», «tee-teeyoo-tyoowi» или «tay-tiyoo-tay»), перемежаемая почти неслышными губными нотами, она повторяется через равные промежутки времени.